# Willinghusen
Willinghusen ist ein Ortsteil der Gemeinde Barsbüttel im Kreis Stormarn im Süden von Schleswig-Holstein.

## Name
Der Ursprung des Ortsnamens liegt vermutlich in den alten Formen Weddingehusen, Wittigehusen und Wedingenhusen. Dies bedeutete so viel wie Schenkungsbesitz oder Geschenktes Dorf. Das Determinans war ursprünglich Wedele (hochdeutsch Wittum), womit der Pflichtteil einer Witwe, Schenkungen an die Kirche oder das Pfarrhaus gemeint waren. Die Endsilbe -husen lässt auf einen sächsischen Ursprung vermuten.
Urkundlich ist der Name Widdinghusen erstmals für das Jahr 1238 belegt.

## Geographie
Willinghusen gehört zur Gemeinde Barsbüttel, die sich unmittelbar an der östlichen Landesgrenze Hamburgs befindet und im Süden des Kreises Stormarn liegt. Das Dorf wird von zwei Autobahnen, der A 1 und der A 24, sowie der Hamburger Osttangente (Kreisstraße 80) Reinbek–Glinde eingeschlossen.
Willinghusen liegt in einem Wasserschutzgebiet. Eine Gefährdung für dieses Wasserschutzgebiet geht von den umliegenden Deponien aus; auch bei der Anhöhe Katzenberg sollen Giftstoffe vergraben worden sein.

### Einwohnerentwicklung
| Jahr      | 1803 | 1835 | 1841 | 1935 | 1950 | 1958 | 1977 | 2015 |
| --------- | ---- | ---- | ---- | ---- | ---- | ---- | ---- | ---- |
| Einwohner | 123  | 245  | 213  | 439  | 1015 | 1200 | 1252 | 2274 |

## Geschichte

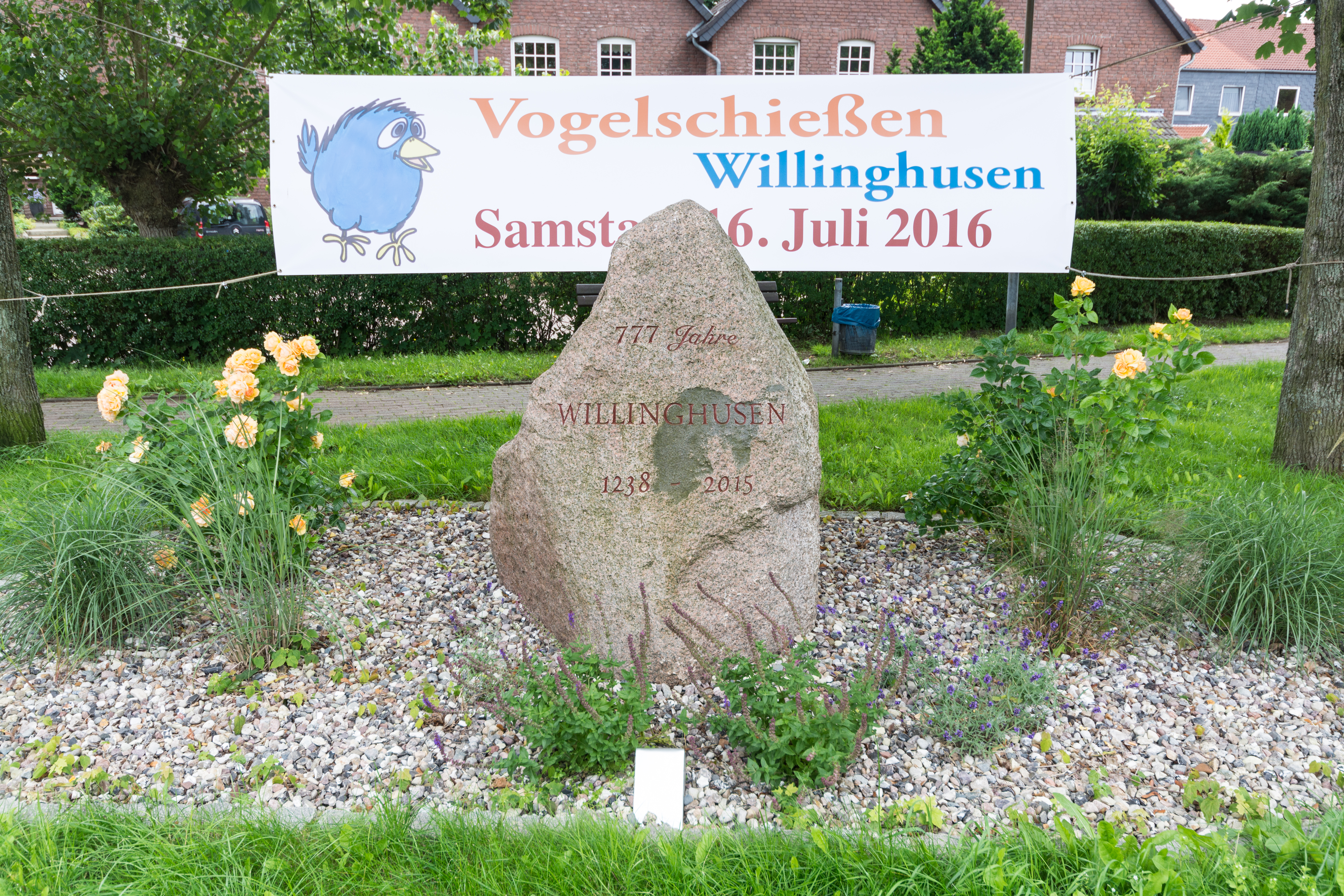
Gedenkstein: 777 Jahre Willinghusen (2016)

### Die Anfänge
Im Jahr 1238 wurde Willinghusen erstmals urkundlich erwähnt, als Graf Adolf IV. dem Domkapitel in Hamburg die Hälfte von Willinghusen mit der Gerichtsbarkeit vermachte.
Prähistorische Funde aus der Jungsteinzeit, die 1932 auf der Koppel Glinder Berg gefunden worden sind, belegen jedoch, dass schon viel früher Menschen sich in dieser Region niedergelassen haben müssen. Diese Annahme bestätigen weitere Funde von Urnenfriedhöfen und einzelnen Gräbern aus der Bronze- und Eisenzeit um 1800 bis 1600 vor Christus.
Im Zuge der Auseinandersetzungen zwischen der Hamburger Kirche mit der Stadt Hamburg im Jahr 1342 kam es auch in Willinghusen zu Plünderungen und Brandschatzungen. Graf Johann trat seine Anrechte auf Willinghusen und ebenso seinen dortigen Besitz an das Domkapitel in Hamburg ab.
Auch Willinghusen wurde im 14. Jahrhundert stark durch die grassierende Pestwelle getroffen; die Auswirkungen waren so gravierend, dass der Ort für einige Zeit wüst fiel. Spätestens im 16. Jahrhundert war Willinghusen aber wieder besiedelt; 1578 wurde die Verhältnisse zwischen Willinghusen und dem Hamburger Domkapitel durch den Vertrag mit Dänemark geregelt. 1609 kamen Willinghusen, Oststeinbek, Stemwarde und Barsbüttel zum Amt Reinbek.
Im Dreißigjährigen Krieg wurde der Ort 1627 durch den Durchzug der Heere Tillys und Wallensteins in Mitleidenschaft gezogen.
Im Jahr 1771 führte das Königliche General-Landes- und Öconomie-Verbesserungs-Directorium dazu, dass die bis dato bestehenden Feldgemeinschaften aufgehoben wurden und jedes Mitglied nun aus der Gemeinschaft austreten und sein eigenes Land besitzen konnte.
In der Dorfchronik werden für das Jahr 1803 in Willinghusen 23 Familien, 123 Einwohner und 13 Stellenbesitzer gezählt. Bis zu dessen Abschaffung im Jahr 1870 mussten die Einwohner des Dorfes jährlich das sogenannte „Rauchhühnergeld“ an ihre Verpächter zahlen.
Der Weg in die Moderne wurde durch die preußischen Reformen geebnet; so wurde 1881 die Straße nach Barsbüttel mit Kopfsteinpflaster ausgebaut. Zu Beginn des 20. Jahrhunderts wurde eine Posthilfstelle mit Telefon eingerichtet. Fünf Jahre später wurde beschlossen, dass ab dem 1. Juli 1906 die Schullasten der Gemeinde nach Maßgabe der Einkommens-, Grund- und Gebäudesteuer aufgebracht werden müssen. Bereits 1909 war eine Schüler- und Wanderbibliothek vorhanden.
Am 17. Dezember 1907 wurde die Einweihung der Südstormarnschen Kreisbahn Tiefstack–Trittau gefeiert.

### Erster Weltkrieg
Nach Ausbruch des Ersten Weltkrieges 1914 traf am 1. August 1914 um 17 Uhr der Mobilmachungsbefehl auf der Posthilfsstelle im Dorf ein. Ein Ausschuss für Kriegshilfe wurde im Dorf gebildet. Zu Beginn des Krieges kamen zahlreiche ostpreußische Flüchtlinge nach Willinghusen, diese kehrten am 21. April 1915 in ihre Heimat zurück.
1915 führten Engpässe in der Brotversorgung zu einem Futter-Verbot der Tiere. Dies führte in den darauffolgenden Monaten zu zahlreichen Zwangsschlachtungen aufgrund von Futtermangel und dementsprechend zu einem starken Rückgang des Viehbestandes. Um die Frontpferde 1918 zu versorgen, mussten Kuchen aus Laubheu gepresst werden. Dieses musste zunächst von den Schulkindern aus dem Dorf gesammelt werden.
Insgesamt verloren 21 Männer aus Willinghusen ihr Leben im Ersten Weltkrieg.

### Zwischenkriegszeit
Um 1919 nahm die Arbeitslosigkeit und daraufhin die Kriminalität stark zu und eine Nachtwache musste eingerichtet werden. 1923 befand sich die Inflation auf ihrem Höhepunkt. Ein Pfund Kartoffeln kostete zu dieser Zeit 65 Milliarden Mark.
Im Jahr 1937 wurde die Autobahn Hamburg–Lübeck fertig gestellt, wohingegen der Bau der Autobahn Hamburg–Berlin durch den Ausbruch des Zweiten Weltkriegs abgebrochen werden musste.

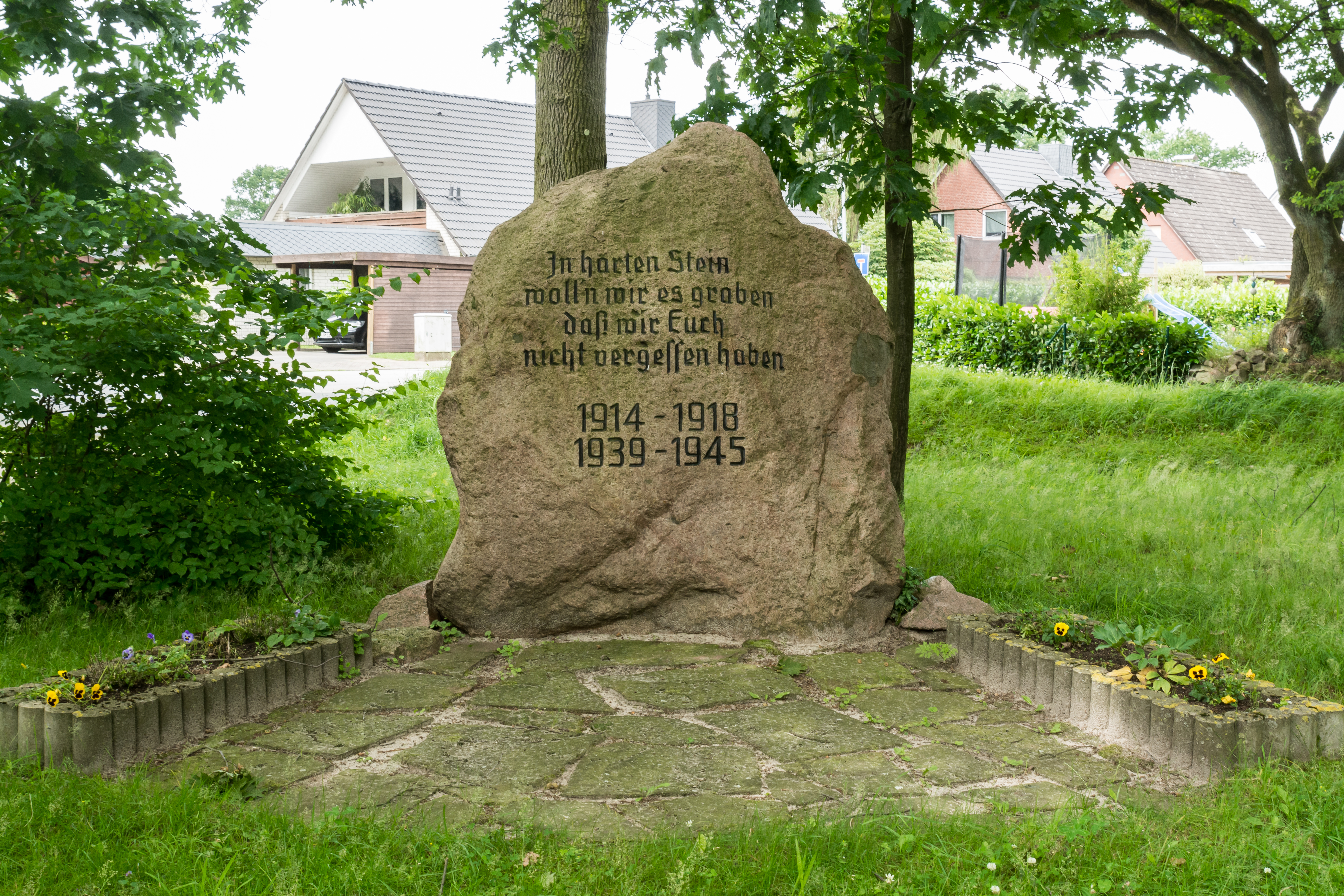
Kriegerdenkmal in Willinghusen (2016)

### Zweiter Weltkrieg
Zu Beginn des Zweiten Weltkrieges wurden viele waffenfähige Männer aus dem Dorf eingezogen. Nach und nach trafen die ersten Vermissten- und Gefallenenmeldungen ein.
Obwohl die Luftangriffe stetig zunahmen, blieb Willinghusen von Bomben im Wesentlichen verschont. Die Einwohner suchten Schutz in den Kellern oder selbstgebauten Bunkern. Neben der Sirene, die bei Fliegeralarm losging, wurde auf dem Dorfplatz ein Stück Eisenschiene aufgehängt, auf der ein Wächter ebenfalls Alarm schlug. Besonders die verschärften Maßnahmen zur Verdunkelung nachts bewahrten Willinghusen vor größerem Unglück, wohingegen in Barsbüttel und Stemwarde durch Bomben große Brände verursacht wurden. Nur die reflektierenden Streifen der unvollendeten Autobahn nach Berlin sorgten dafür, dass vereinzelt Bomben dort abgeworfen wurden. Diese fielen jedoch meist in unbebautes Gelände und richteten somit keine größeren Schäden an. Lediglich eine Bombe, die kurz vor der Autobahnbrücke einschlug, richtete größere Zerstörungen an. So beschädigte sie die Villa Peters und durch den starken Luftdruck deckte sie viele nahegelegene Häuser ab und ließ zahlreiche Fensterscheiben zerbersten.
Am 24. Juli 1943 startete die Operation Gomorrha, in deren Folge bis zum 5. August 1943 zahlreiche Flugzeuge, vorwiegend der Royal Air Force, Willinghusen überflogen. In Folge der zahlreichen Großangriffe auf Hamburg stieg die Zahl der Flüchtlinge nach Willinghusen immens. Sie wurden in den leeren Ställen untergebracht; viele schliefen wegen der hellen und warmen Sommernächte auch im Freien. Für die Versorgung wurden die Lebensmittel aus den drei ortsansässigen Geschäften geliefert und eine Großküche in Dassau eingerichtet. Von Willinghusen aus wurden die Flüchtlinge mit Autobussen in andere Teile Deutschlands gebracht. Die Zahl der Vollalarme in Willinghusen stieg bis 1945 auf 1000 an. Am 7. Februar 1945 kam die Aufforderung aus Bad Oldesloe, Plätze für 46 Flüchtlinge zu schaffen. Drei Tage später sollten weitere 96 Personen und dann nochmal 100 untergebracht werden. Sie fanden Platz in ungeheizten Räumen und Abstellkammern für Gerätschaften.
Am 10. Mai 1945 erreichte ein englischer Panzer Willinghusen. Zudem herrschte die größte Dürre seit Jahrzehnten und die Kartoffelernte wurde beschlagnahmt. Die Not im mit Vertriebenen überfüllten Dorf war groß. Zusätzlich herrschte ein Mangel an elementaren Dingen, wie beispielsweise Lebensmitteln, Kleidung, Brennmaterial oder Gebrauchsgegenstände.

### Nach 1945
Nach dem Krieg wurde 1948 die Ortsgruppe des Reichbundes der Kriegs- und Zivilbeschädigten, Sozialrentner und Hinterbliebenen gegründet, die bis heute als der SoVD Ortsverband Willinghusen existiert.
Erster vom Gemeinderat frei gewählter ehrenamtlicher Bürgermeister wurde 1949 Rudolf Michelmann. Die Gemeinden Barsbüttel, Willinghusen, Stemwarde und Stellau wurden zum Amt Barsbüttel zusammengefasst.
Im Folgejahr 1950 kultivierte Professor Gleisberg etwa zwei Hektar Heideland zu einem Heilpflanzengarten für die pharmazeutische Fabrik Promonta in Wandsbek. In Versuchsgärten wurden Heilpflanzen, wie Kamille, Weinraute, Königskerze, Schafgarbe, Salbei, Fenchel, Majoran und Liebstöckel, gezüchtet. Bis zur Schließung des Labors 1973 wurden arzneiwirksame Stoffe dort isoliert, die dann an das Promonta-Werk in Wandsbek geliefert wurden. Im gleichen Jahr wurde die Anlage mit Tierställen ausgebaut. Die Versuchsanstalt gehörte der Pharmafirma Byk Gulden. 1977 wurde Altana Inhaber der Anstalt. Das dazugehörige Forschungszentrum wurde 2006 fertiggestellt und von Nycomed als Inhaber übernommen. 2012 wurde die Schließung bekannt gegeben.
1952 feierte Willinghusen sein 700-jähriges Bestehen mit über 10.000 Besuchern. Vom Überschuss der Festeinnahmen wurde die Straßenbeleuchtung finanziert. Vier Jahre später im Jahr 1956 wurde das Ehrenmal am Katzenberg errichtet.
Im Jahr 1964 gab es in Willinghusen drei Gastwirtschaften (Dassau mit Saal und Bühne, Schultz und Dülsen), drei Tischlereien, einen Schuster, vier Kaufmannsläden, einen Fleischer, zwei Bäcker, eine Schmiede, einen Friseur, eine Klempnerei und viele landwirtschaftliche Betriebe. Danach veränderte sich das Dorfbild allmählich. Die Handwerksbetriebe und auch immer mehr Bauern stellten den Betrieb ein. Es wurde mehr Platz für Neubaugebiete geschaffen.
1968 trat Willinghusen dem Zweckverband Südstormarn und dem Müllbeseitigungsverband Stormarn bei. Zudem wurde das Gewerbegebiet weiter ausgebaut und die Gemeinde begann mit der Rohrverlegung. So erfolgte 1969 der Anschluss an das Hamburger Wassernetz.
Im selben Jahr zog die Amtsverwaltung in den Jugendhof, auch bekannt als Villa Lunugala, die 1907 von Wilhelm Anton Riedemann erbaut worden war. Der Weg von Willinghusen dorthin wurde 1972 ausgebaut.
1974 kam es zum Zusammenschluss von Barsbüttel, Willinghusen, Stellau und Stemwarde zu einer hauptamtlich verwalteten Gemeinde Barsbüttel.
Das 725-jährige Dorfbestehen wurde 1977 gefeiert, ebenso die Einweihung des Bürgerhauses am Sportplatz, das heutzutage als Feuerwehrstandort dient. Der Kindergarten wurde 1996 eröffnet, mit damals fünf Erzieherinnen, 59 Kindern und drei Gruppen.

## Politik
1793 übernahm Jacob Kratzmann aus Oststeinbek durch Heirat der Tochter seines Vorgängers, einer geborenen Klempau, das Amt des Bauernvogtes. Die aus Bliestorf bei Lübeck stammenden Klempaus hatten die Bauernvogtei (Hufe 1) 1694 durch Heirat der Tochter des Bauernvogtes Clauß Bergstede erworben. Dieses Amt war somit erblich und blieb in der Familie, bis ab 1867 aufgrund der preußischen Verordnung zur Landgemeinde-Verfassung ein Gemeindevorsteher durch die Gemeindeversammlung zu wählen war. Der letzte Bauernvogt Hans Jacob Claus Kratzmann wurde zum ersten Gemeindevorsteher gewählt und verblieb bis zu seinem Tod 1876 im Amt. Nachfolger war von 1878 bis 1892 Hinrich Soltau. Insgesamt hatte Willinghusen im Laufe der Zeit 14 verschiedene Gemeindevorsteher und Bürgermeister.
Karl Dittloff war der letzte Bürgermeister von Willinghusen, da es 1974 zum Zusammenschluss mit Barsbüttel, Stellau und Stemwarde zu der Gemeinde Barsbüttel kam.

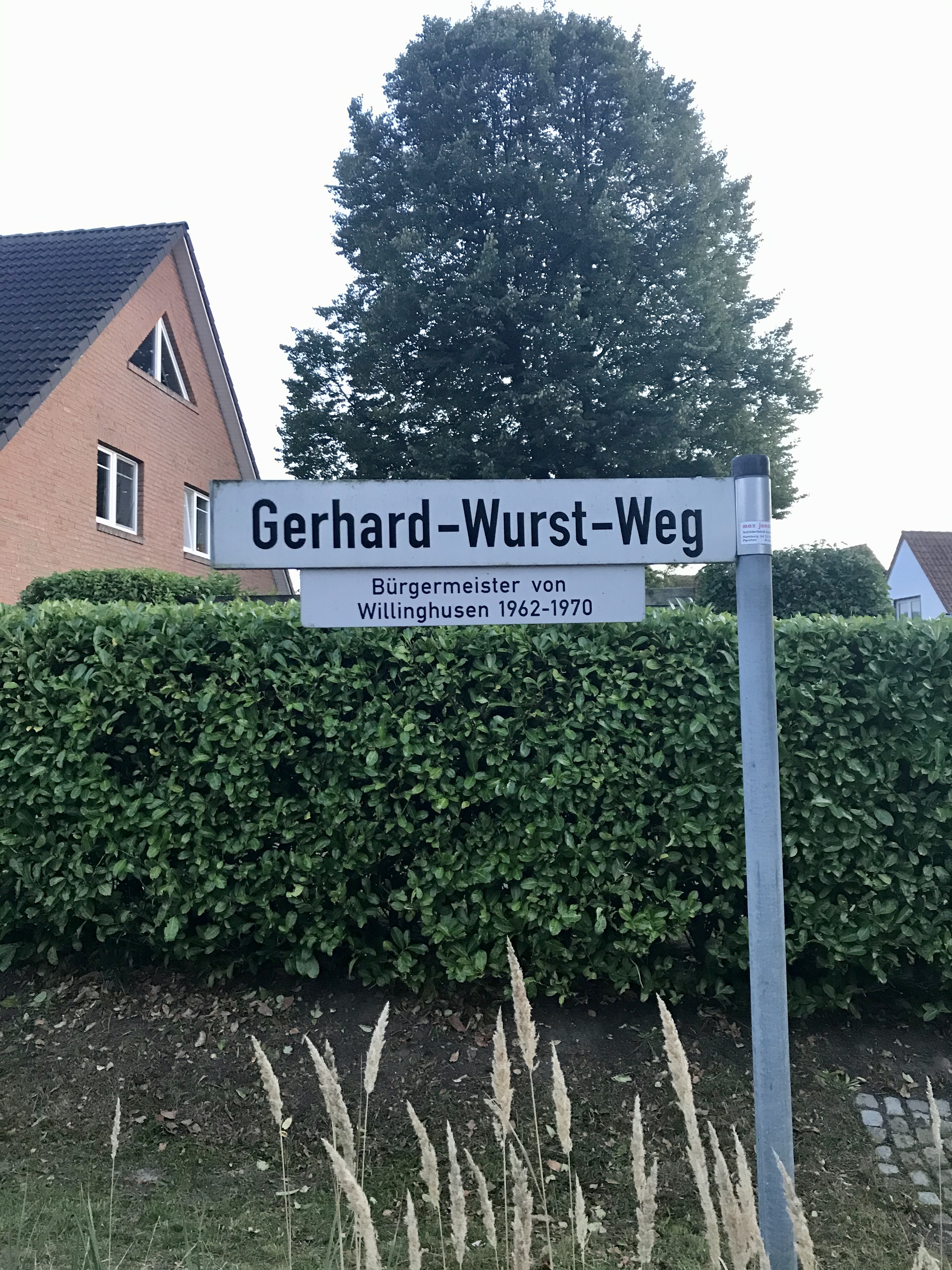
Straßenschild „Gerhard-Wurst-Weg“ in Willinghusen

Danach wurde Dietrich Austermann 1974 zum Bürgermeister von gesamt Barsbüttel gewählt. Der amtierende Bürgermeister ist seit 2007 Thomas Schreitmüller.
| Bürgermeister       | Amtszeit            |
| ------------------- | ------------------- |
| Heinrich Soltau     | 1878–1892           |
| Friedrich Lütgens   | 1892–1904           |
| Heinrich Wiegrefe   | 1904–1916           |
| Johannes Suck       | 1916–1919           |
| Heinrich Michelmann | 1919–1924           |
| Herrmann Voß        | 1924–1929           |
| Johans Suck         | 1929–1934           |
| Paul Lütges         | 1934–1945           |
| Arthur Michelmann   | 1945–1946           |
| Ernst Seider        | 1946                |
| Rudolf Michelmann   | 1946 1949–1962      |
| Gerhard Wurst       | 1948–1949 1962–1970 |
| Karl Dittloff       | 1970–1974           |

## Infrastruktur
Im Jahr 1902 wurde die Streckenführung der Südstormarnischen Kreisbahn festgelegt und mit deren Bau 1905 begonnen. Zwei Jahre später wurde sie mit den Haltestellen von Trittau über Willinghusen-Stemwarde bis nach Hamburg-Tiefstack in Betrieb genommen. Während des Ersten Weltkriegs stagnierte die Entwicklung und nach Kriegsende wurde die Bahnstrecke dann von vielen für „Hamsterfahrten“ genutzt, um Wertgegenständen oder Arbeitsleistungen gegen Essbares vom Bauernhof einzutauschen.
1926 wurden Buslinien eingeführt, die wegen der besseren Streckenführung mehr genutzt wurden als die Bahn. Da sie allerdings nicht offiziell behördlich genehmigt waren, wurden sie kurze Zeit später verboten. Ab 1928 gab es dann konzessionierte Buslinien der Verkehrsbetriebe des Kreises Stormarn, allerdings wurden diese ein Jahr später schon wieder auf Grund zu schlechter Straßenverhältnisse eingestellt.
1935 wäre die Kreisbahn fast in Konkurs gegangen, doch durch ein Geheimprojekt der Firma Krupp gewann die Bahn 1936 wieder an Bedeutung und die Strecke nach Glinde wurde ausgebaut. Das Ende der Südstormarnischen Kreisbahn stand dann erst nach Ende des Zweiten Weltkriegs 1952 fest. Der Bahnhof wurde einige Zeit später im Rahmen des Ausbaus der Kreisstraße 80 aufgekauft und abgerissen, daher sind nur noch vereinzelte Spuren des Bahnhofs erkennbar. Ebenso sind die Gleise abgebaut worden, lediglich der Radwanderweg markiert noch den ehemaligen Streckenverlauf der früheren Eisenbahntrasse, die Stemwarde von Willinghusen trennte.
1958 entstand durch den Ausbau der Dorfstraße 1957 eine direkte Omnibusverbindung von Jenfeld nach Willinghusen. Die immer zentraleren Bushaltestellen und die hohe Taktung der Busse (so fuhren diese im 20-Minuten-Takt bis in das Dorf) führten zu einem kräftigen Bevölkerungswachstum. Allerdings führten sie auch dazu, dass die Einwohner immer häufiger ihre Lebensmittel oder sonstige Dienstleistungen außerhalb des Dorfes bezogen und so verlor Willinghusen mit der Zeit seine Lebensmittelgeschäfte und die Poststelle. 1969 wurde die Busverbindung durch die VHH innerhalb des 1965 entstandenen Hamburger Verkehrsverbundes (HVV) nach Stemwarde, Glinde und Reinbek ausgeweitet. Und 1984 entstand der Busbahnhof „Kehre“ an der Einmündung in die Stemwarder Landstraße mit weiteren Busverbindungen nach Hamburg, Reinbek und Stellau.

## Schule

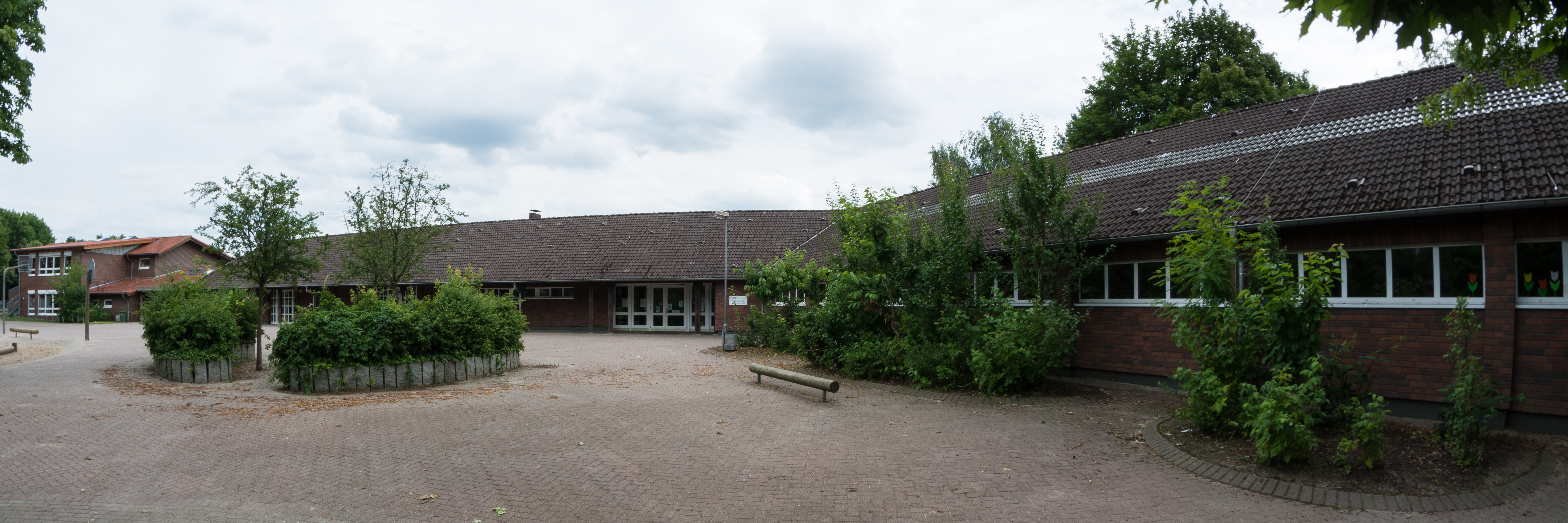
Grundschule Willinghusen (2016)

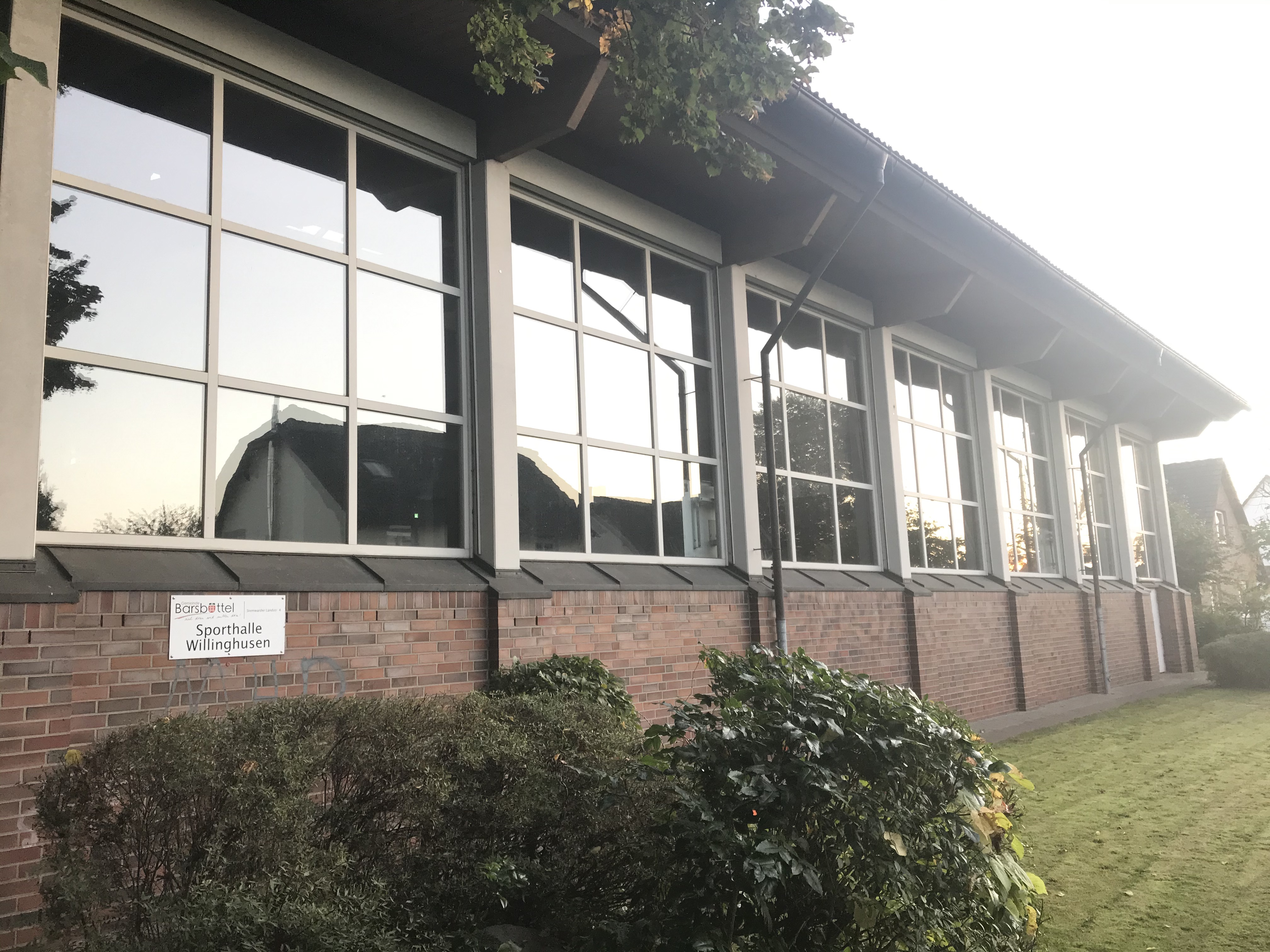
Rückseite der Sporthalle auf dem Schulgelände in Willinghusen

Das erste Schulhaus wurde 1780 in der Dorfmitte am Teich errichtet. Schulmeister war ein Schneider aus Willinghusen, dessen Wohnbereich gleichzeitig auch Klassenzimmer für rund 25 Schulkinder war. Unterrichtet wurde Lesen, Beten, Singen, Rechnen und Schreiben. Nachdem Verkauf des Schulgebäudes 1820 wurde ein zweites am Ende des Dorfes auf der Schulkoppel gebaut. Dies brannte Ende der 1840er Jahre nieder, genau wie das dritte Schulhaus auch. Bei den Bränden wurden zahlreiche Dokumente und Aufzeichnungen vernichtet. Im Jahr 1845 zählte man um die 50 Schulkinder, die von der Lehrkraft D. J. Stamp betreut wurden. 1883 lag die Schulaufsicht bei der Kirche und das vierte Schulgebäude entstand an dem Standort der heutigen Turnhalle.
Während der Kriegsjahre 1914 und 1915 wurden 40 ostpreußische Flüchtlinge mit acht Kindern in Willinghusen aufgenommen. Infolgedessen stieg die Schüleranzahl und eine Halbtagsschule musste bis 1918 abgehalten werden. Von 1920 bis 1924 wurde eine zweite Stelle eingerichtet und die Schule war erstmals nicht mehr einklassig.
Durch die Fliegerangriffe fand der Unterricht zwischen 1939 und 1945 nur unregelmäßig statt. Im Dezember 1945 wurde die Schule nach sieben Monaten Zwangspause wieder geöffnet. Nach der Kapitulation durften nur Lehrkräfte unterrichten, die vom britischen Militär bestätigt worden waren. Nun unterrichteten zwei Lehrkräfte in einem zur Verfügung stehenden Klassenzimmer von 7 Uhr bis 18 Uhr. Der Unterricht wurde mündlich abgehalten, da das notwendige Material fehlte.
Als provisorischer Klassenraum diente zwischen 1949 und 1961 eine ehemalige Wehrmachtsbaracke auf dem Schulhof. 1960 war die Grundsteinlegung des heutigen Schulgebäudes. Dieses wurde am 2. Januar 1962 mit seinem neuen Inventar sowie einem Gymnastikraum, einem Werkraum, modernen Waschräumen und der Lehrerwohnung eingeweiht. Die Baukosten betrugen damals über 500.000 DM. 1971 wurde der Schulverband Barsbüttel zwischen Barsbüttel, Willinghusen und Stellau gegründet. Zu dem aktuellen Schulgebäude zählen auch einige An- und Neubauten, die im Laufe der Zeit dazu gekommen sind. So wurde 1984 ein Anbau im Pavillonstil auf dem Schulhof mit zwei Räumen errichtet, der später wieder abgerissen wurde. Dazu kam 1999 ein zweigeschossiger Anbau mit vier Klassenzimmern und 2002 ein Anbau von vier weiteren Klassenräumen sowie Räume für den WSC.
Derzeit werden in der Offenen Ganztagsschule Willinghusen (kurz OGS Willinghusen) etwa 200 Schulkinder aus Willinghusen, Stemwarde, Stellau, Barsbüttel und Glinde von elf Lehrkräften unterrichtet. Die anschließende Kinderbetreuung wird vom „KinderCampusWillinghusen“, ehemals „Die Wühlmäuse“, angeboten. Die Schule umfasst eine Sporthalle, sowie eine Aula (ehemalige Sporthalle), einen Werkraum und eine Schülerbücherei.
| Jahr    | 1780   | 1845   | 1897 | 1904 | 1915 | 1999 | 2009 |
| ------- | ------ | ------ | ---- | ---- | ---- | ---- | ---- |
| Schüler | ca. 50 | ca. 50 | 45   | 67   | 86   | 198  | 155  |

### Vogelschießen
Das sogenannte „Vogelschießen“ ist ein fester Bestandteil der Schulgeschichte. Das traditionelle Dorffest wird seit über 100 Jahren, so ist die erste Aufzeichnung in der Schulchronik auf das Jahr 1906 datiert, gefeiert. Der ursprüngliche Name „Kindervergnügen“ wurde noch vor dem Zweiten Weltkrieg durch den aktuellen Namen ersetzt.
Für das Fest wurden nicht nur Geldspenden, sondern auch Sachspenden für das im Anschluss stattfindende Essen bei Dassau gesammelt. Die Spiele waren für Jungen und Mädchen unterschiedlich. So mussten die Jungen einen hölzernen Vogel, der an einem Band befestigt war, auf eine Zielscheibe schießen. Wohingegen die Mädchen Topfschlagen spielten. Dabei gab es so viele Ton-Blumentöpfe, die umgekehrt auf dem Schulhof standen, wie es Schülerinnen gab. Unter jedem Topf lag ein Zettel mit einer Nummer, die zu einem Geschenk gehörte. Wer den Zettel mit der Nummer eins zog, wurde Königin. Diese wurde anschließend mit ihrem beim Vogelschießen auserkorenen König hochleben gelassen. Anschließend fand ein Umzug statt. Früher wurde das Vogelschießen vom gesamten Dorf als richtiges Fest zelebriert. So schmückten die Einwohner ihre Gärten und kamen in Festtagskleidung zum Umzug. Bei diesem hatte jedes Mädchen einen geschmückten Blumenbogen und jeder Junge verschönerte Stöcke, Pfeil und Bogen. Danach fand bei Dassau der „Königstanz“ mit Kaffee und Kuchen statt.
Heutzutage hat sich das Bild des Vogelschießens vom Dorf- zum Schulfest gewandelt. Inzwischen wurden die traditionellen Spiele angepasst und durch Spiele ersetzt, bei denen Glück, Geschick und Leistung gefragt sind. Allerdings blieb der traditionelle Vogel, der namensgebend für das Fest war, erhalten. Ebenso werden weiterhin König und Königin ernannt, jedoch wurde die Anzahl auf acht Königspaare erhöht und somit dem Schulwachstum angepasst, so wird eins aus jeder Klasse gekürt. Im Anschluss nehmen diese auf dem bunt geschmückten Anhänger eines Traktors Platz, der sie dann in Begleitung des Feuerwehrmusikzuges und der übrigen Schüler durch Willinghusen zieht.

## Sport
Am 2. Februar 1958 wurde der Willinghusener Sportclub e.V. (kurz WSC) in der Gastwirtschaft Dassau gegründet. Dabei wurden neben dem Namen auch die Vereinsfarben, Blau und Gelb, bestimmt. Außerdem wurde der Vereinsvorstand mit Gerhard Wurst als erster Vorsitzender und Kurt Handke als zweiter Vorsitzender gewählt.
Als erster Fußballplatz diente der Wildrasenplatz, wo sich heutzutage die Schule und der Parkplatz befinden. Als Umkleidekabinen diente die Bühne des Tanzsaales bei Dassau, die allerdings 500 Meter vom Platz entfernt lag. Erster Trainer wurde der Sportlehrer und frühere Oberliga-Vertragsspieler von Concordia Ulli Scheurer. Zu Beginn der Vereinsgeschichte hatte der WSC zwei Jugend- und zwei Herrenmannschaften.
Bereits in den Anfangsjahren konnten frühe Erfolge verbucht werden, wie beispielsweise 1959 der Titel als Kreisligameister in der zweiten Saison nach Gründung.
Auf Grund des Schulneubaus musste der ursprüngliche Rasenplatz 1960 aufgegeben werden und der WSC bekam 1962 einen neuen Rasenplatz dort, wo später der Grandplatz entstand.
Im Jahr 1969 spielten für den Willinghusener Sportclub drei Jugend- und drei Herrenmannschaften. Im selben Jahr wurde eine Lichtanlage angeschafft, um auch das Fußballspielen bei Dämmerung und Dunkelheit zu garantieren.
Das Bürgerhaus bot 1976 neben einem Vereinsraum auch die Möglichkeiten von Umkleidekabinen sowie Duschen für die Sportler in unmittelbare Nähe zum Sportplatz.
1981 wurde die Einweihung des neuen Sportplatzes auf der ehemaligen Koppel des Bauern Steffenhagen gefeiert. Die Kosten für den Bau der Anlage betrugen mehr als eine Million Mark.
Zwei Jahre später wurde Tischtennis in den Verein eingeführt. Die Abteilung konnte unter anderem mit dem Gewinn des Hamburger Tischtennis-Pokals von Jörn Haase größere Erfolge verbuchen.
Inzwischen bietet der WSC, welcher einen blau-gelb gefleckten Bullen als Maskottchen hat, seinen ca. 350 Mitgliedern neben Fußball und Tischtennis noch Damen-Gymnastik und Badminton an.

## Kirche

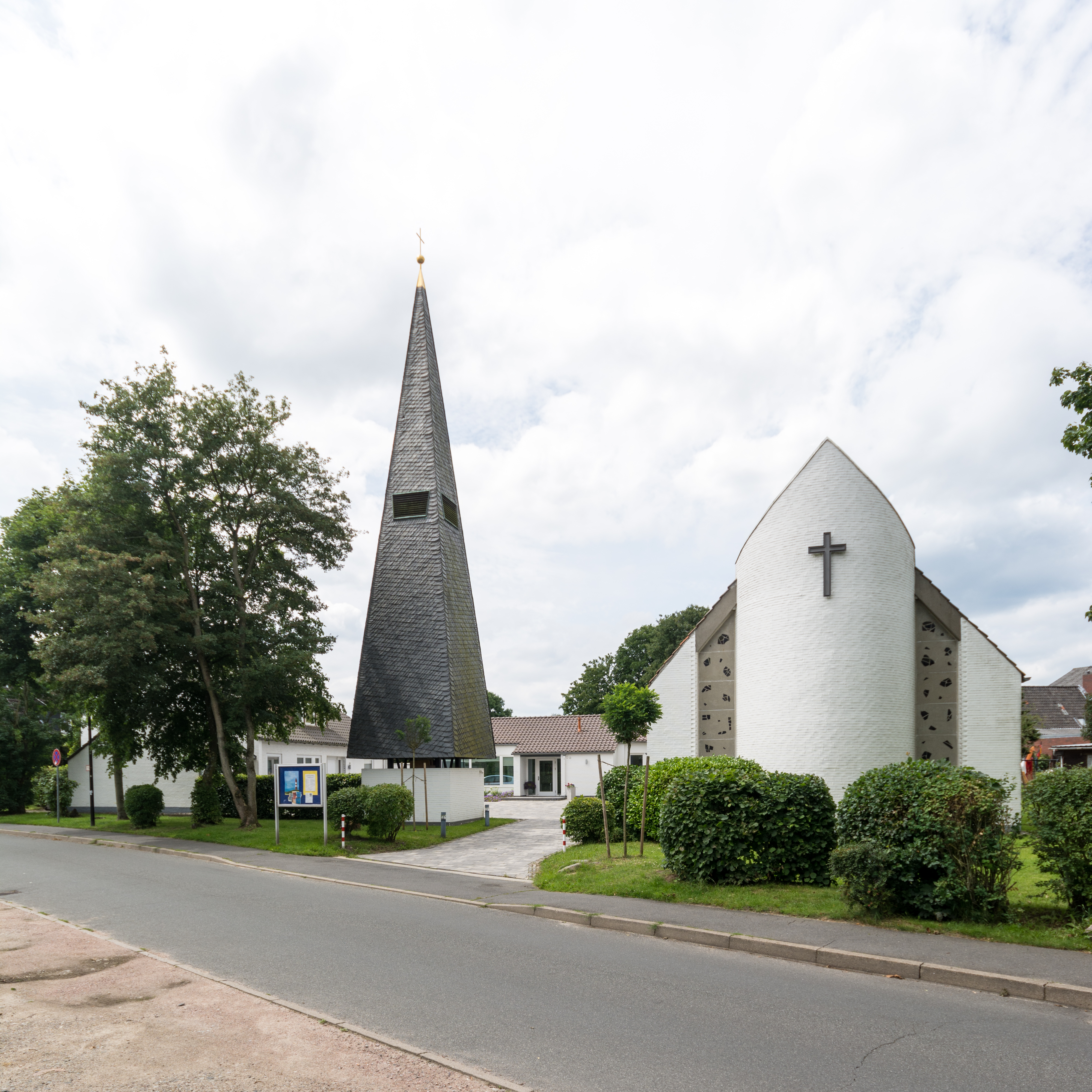
Kirche in Willinghusen (2016)

Die Willinghusener Kirche steht im Zentrum des Dorfes. Früher befand sich an dieser Stelle, erstmals 1781 nachgewiesen, der Dorfteich. Dieser lag an der tiefsten Stelle des Ortes, wo sich das Regenwasser sammelte. Noch heute ist es mit 30 Meter über NHN der tiefste Punkt im Dorf. 1933 wurde dieser jedoch mit dem Schutt des abgebrannten Wohnhauses des Bauern Emil Griem aufgefüllt, sodass eine Baufläche entstand.
Diese Teilgrundstücke erwarb die Kirchengemeinde in vielen Verhandlungen von den einzelnen Besitzern zwischen 1961 und 1976, um eine Kirche und ein dazugehöriges Pastorat zu bauen. Es entstand eine evangelisch-lutherische Kirche, deren Einweihung am 31. Oktober 1964 mit dem Reformationstag gefeiert wurde. Die Kosten für den 9½ Meter hohen Kirchenbau betrugen rund 300.000 DM, für den Pastoratsneubau rund 142.000 DM und für den 1967 errichteten 20 Meter hohen Kirchturm 50.000 DM, allerdings ohne die Glocken, die nochmal 5.000 DM kosteten. Somit beliefen sich die Gesamtkosten auf rund 497.000 DM.
Der Kirchturm wurde im Dezember 1967 in einem Stück geliefert. An seiner Spitze steht ein goldenes Kreuz und eine krönenden Kugel, in der sich Münzen und ein Exemplar der Bildzeitung befinden. Zunächst waren keine Glocken vorhanden. Durch Haussammlungen wurden drei Glocken mit den Inschriften „Glaube“, „Liebe“, „Hoffnung“ finanziert. Diese wurden mit den Glocken in Glinde und Oststeinbek akustisch angestimmt und mussten die Bedingung erfüllen, dass sie bis nach Stemwarde zu hören sind.
Die Kirche bietet in 16 Sitzreihen Plätze für insgesamt 128 Menschen. Die erste Orgel, die im Jahr 1954 gebaut worden war, wurde aus der Barsbütteler Kirche übernommen und 1989 der deutschen Kirche St. Petri in Kopenhagen geschenkt. Die jetzige Orgel stammt aus dem Jahr 1989 und kostete rund 180.000 DM.
Im Jahr 2008 kam es zum Zusammenschluss der Gemeinden Willinghusen und Glinde.
Erster Pastor in Willinghusen war vom 17. Mai 1964 bis zum 1. April 2001 Martin Rehder. Seine Nachfolgerin wurde 2001 Pastorin Kirsten Schmidt-Soltau, die seit Sommer 2017 als Seelsorgerin im Gefängnis tätig ist und die Gemeinde somit verlassen musste. Daraufhin stand das Pastorat leer und im September 2017 entstanden die Pläne, es zu einer Kindertagesstätte umzufunktionieren. Im Mai 2019 wurde die Evangelische Kita Willinghusen eröffnet.

## Freiwillige Feuerwehr

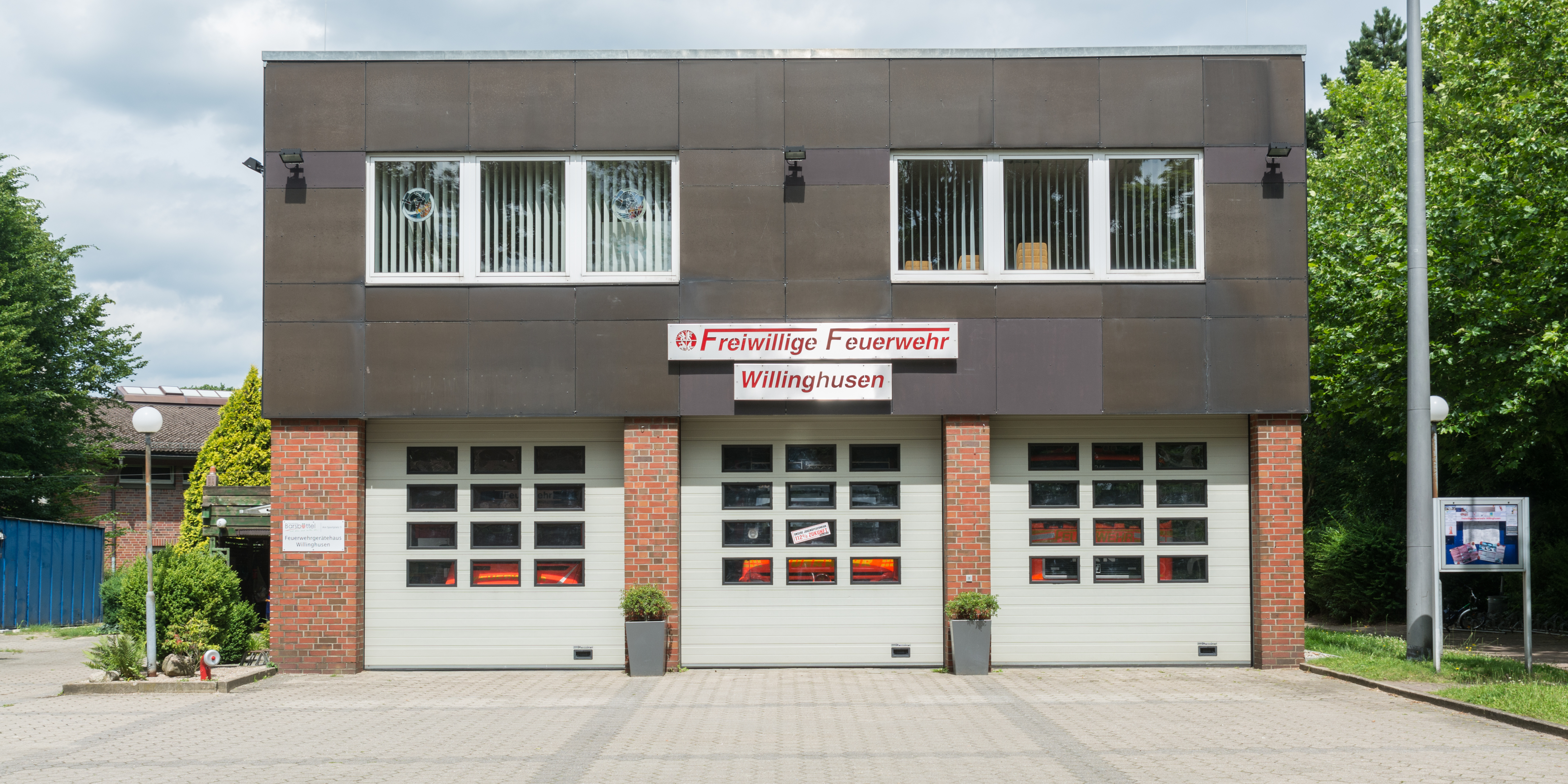
Feuerwehrhaus der Freiwilligen Feuerwehr in Willinghusen (2016)

Nachdem 1867 die Preußen in Holstein eingezogen waren, wurde vorgeschrieben, dass in den Kommunen Feuerwehren aufgebaut und erhalten werden müssen. Ab 1889 begann die moderne Brandbekämpfung auch im Amtsbezirk Barsbüttel. Im Jahr 1890 schrieb die Polizeiverordnung vor, dass gesunde, kräftige Männer in der Freiwilligen Feuerwehr die Ehrenpflicht übernehmen sollten, nach regelmäßigen Übungsmaßnahmen im Ernstfall schnelle und effektive Hilfe zu leisten. Mitglied der Freiwilligen Feuerwehr konnte jeder männliche Einwohner werden, wenn der Vorstand zustimmte. Beim Eintritt verpflichtete man sich dazu, unentgeltlich zu dienen und die Satzung zu befolgen. Vermutlich war die Gründung der Freiwilligen Feuerwehr Willinghusen noch vor 1890, allerdings gibt es außer der Polizeiverordnung keine weiteren datierten Gründungsprotokolle, da viele Dokumente bei einem Brand im Feuerwehrhaus vernichtet wurden.
Vier Jahre später, 1894, wurde bei der Generalversammlung der Hauptmann Heinrich Duck gewählt. Alle Hauptmänner sowie die Führer wurden für drei Jahre gewählt. Im folgenden Jahr 1895 wurde eine behelfsmäßige Unterkunft für die Handdruckspritze am Dorfteich eingerichtet und zwischen 1900 und 1905 durch eine gemauerte ersetzt. 1933 wurde der Dorfteich zugeschüttet und durch einen Löschwasserbrunnen ersetzt. Außerdem wurde ein Feuerwehrhaus erbaut, in dem das notwendige Gerät der Feuerwehr, wie beispielsweise Handdruckspritze, Eimerkette und Werkzeug, aufbewahrt wurden. Die Rückseite war in Vorratsraum und Arrestzelle unterteilt. 1977 wurde ein neues Feuerwehrhaus gebaut. Zehn Jahre später, 1987, wurde die Jugendfeuerwehr gegründet.
Nach der Jahrtausendwende kam es 2001 durch einen Brand in einer Lagerhalle einer Kunststofffabrik zu einem Großeinsatz der Feuerwehr. Aufgrund der starken Rauchentwicklung musste teilweise die nahegelegene A 1 gesperrt werden. Insgesamt dauerte es sechs Stunden, bis die Feuerwehr das Feuer löschen konnte. Dies gilt bisher als der größte Einsatz in der Geschichte der Freiwilligen Feuerwehr Willinghusen.
2005 modernisierte die Feuerwehr ihren Standort. Am 12. Februar 2005 wurde das umgebaute Feuerwehrhaus am aktuellen Standort in der Nähe der Grundschule gefeiert.
Derzeit sind insgesamt 34 Männer und Frauen Mitglied der Freiwilligen Feuerwehr, die etwa 25 Einsätze pro Jahr hat und technisch insbesondere auf Brandlöschung spezialisiert ist. Darüber hinaus ist die Willinghusener Feuerwehr Ausrichter des Osterfeuers und Laternenumzugs im Oktober.
Im Mai 2019 wurde ein Umzug der Feuerwehr beschlossen. Der neue Standort soll im westlichen Teil des Dorfes an der Barsbütteler Landstraße auf 5.000 Quadratmetern entstehen.

## Musik

### Feuerwehrmusikzug
Im Jahr 1925 wurde der Musikzug der Feuerwehr gegründet. Von dem Überschuss aus der Feuerwehrmaskerade wurden die Musikinstrumente finanziert. Erster Kapellmeister von 1925 bis 1953 war der Mitbegründer Erhard Ahrens. Sein Nachfolger wurde von 1954 bis 1979 Karl Bartel, der seit 1979 von Gerhard Haak als Dirigent mit Wilfried Becker als Leiter und Koordinator des Musikzugs abgelöst wurde.
Aktuell umfasst der „Musikzug der Gemeindefeuerwehr Barsbüttel“ 28 Musiker im Alter von 8 bis 80 Jahren aus Willinghusen, Barsbüttel, Brunsbek und Glinde. Diese haben rund 30 Auftritte pro Jahr bei Veranstaltungen wie Vogelschießen, Osterfeuer, Laternenumzug, Feiern und Jubiläen.

### Gemischter Chor Harmonie
Der „Gemischte Chor Harmonie“ wurde am 15. November 1947 in der alten Schule unter der Leitung von Ernst Weber und K.H. Linke gegründet. Zu Beginn traten 25 Frauen und Männer dem Chor bei.
Das Ziel der Chorgründung war die Ausgestaltung kultureller Veranstaltungen, Erhaltung des Liedgutes, Kennenlernen und Verständnis der Einwohner Willinghusens.
1950 zählte der Chor 66 aktive Mitglieder und 13 passive. Am 1. März 2000 fand die Abschiedsfeier statt.

### Gospelchor
Im Winter 2002 rief die damalige Pastorin der ortsansässigen evangelischen Kirche, Kirsten Schmidt-Soltau, die Idee ins Leben, einen Gospelchor zu gründen. Daraufhin folgte im Februar 2003 eine erste Probe mit rund 40 Mitgliedern in der Dorfkirche. Zur Uraufführung kam es am 14. September 2003, als ebenfalls die Kinderarche im Hinterhof der Kirche eingeweiht wurde. Seit 2005 finden die Proben mit Stimmbildung statt. Seit der Gründung finden regelmäßige Auftritte bei Gottesdiensten, Empfängen und weiteren Konzerten statt.

## Gaststätten

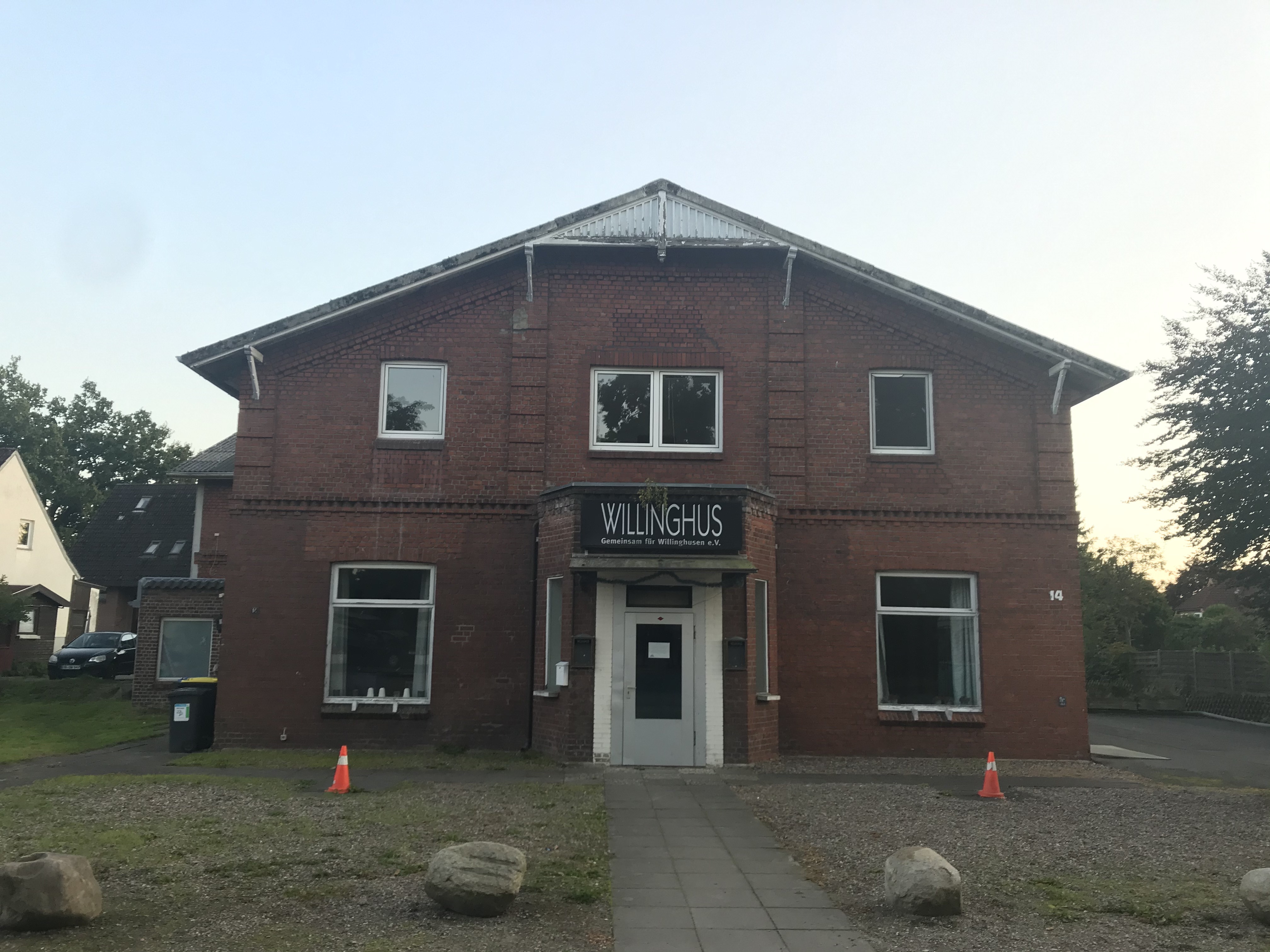
Gaststätte „Willinghus“ in Willinghusen

Zwei Gaststätten haben das Bild von Willinghusen im Laufe der Geschichte nachhaltig geprägt.
Anfang der 1920er kaufte Familie Dassau die Lokalität mit der Kegelbahn von Johann H. Soltau. Diese war oft Veranstaltungsort der dörflichen Feste, wie beispielsweise die Feuerwehrmaskerade (von 1924 bis 1978), die Gelb-Blaue-Nacht oder das Vogelschießen. Außerdem kam wöchentlich ein Tanzlehrer dorthin und lehrte verschiedene Gesellschaftstänze wie Polka oder Walzer. Bei Dassau fand 1958 die Gründung des WSC statt. 1980 folgten der Abriss des Gebäudes und der Neubau der weißen Reihenhäuser in der Kurve „Alte Dorfstraße“.
Neben Dassau ist auch das 1913 erbaute Willinghus zu nennen. Dieses wurde als Teil des Bauernhofs der Familie Dülsen, nachdem 1912 das erste Haus niedergebrannt war, errichtet. Aus dem Bauernhof wurde dann eine Gaststätte mit Kegelbahn, an der seitlich eine Schlachterei angrenzte. Es folgten einige Pächterwechsel, bis 2007 der gebürtiger Willinghusener Edgar Weber und Susanna Bruhns die Gaststätte übernahmen. Das Willinghus ist ein Ort für Stammtische, den Seniorenkreis, Familienfeiern, Livemusik und andere Veranstaltungen. Aktuell ist der Abriss der letzten Gaststätte in Willinghusen geplant, um dort neue Wohnhäuser zu bauen.

## Sonstiges

### Verkehrsunglücke
Im Juni 1972 verunglückte eine 7-jährige Schülerin tödlich vor der Grundschule, nachdem sie ein zu schnelles Auto aus Stemwarde erfasste. Nach einem weiteren Verkehrsunfall dort, der jedoch glimpflicher verlief, wurde die heutige Fußgängerampel vor der Schule aufgestellt.

### Filmaufnahmen im Ort
Willinghusen diente in der Vergangenheit häufiger als Filmkulisse für verschiedene Fernsehserien wie den Tatort und Die Rettungsflieger. So sind einige Filmszenen des ersten Tatorts Taxi nach Leipzig aus dem Jahr 1970 in Willinghusen entstanden. Einige Jahre später stellte Walter Müntz im Frühjahr 1978 sein Haus in der Straße „Bei den Tannen“ für Dreharbeiten zur Verfügung. Es entstand der Tatort Himmelfahrt.
Ebenfalls wurde das Gemeindehaus der Kirche zur Verfügung gestellt und so landete vor der Kirche ein Rettungshubschrauber, um einen „Verletzten“ zu bergen.
2012 drehte der NDR mit Schauspieler Axel Milberg, der den Kieler-Tatort-Kommissar Klaus Borowski spielte, mehrere Nächte in der Gartenstraße. Als Filmkulisse diente ein leerstehendes Doppelhaus, das früher ein Friseurgeschäft war.